# Melanostachya
Melanostachya là một chi thực vật có hoa trong họ Restionaceae.